# Kenneth Myers
Kenneth "Ken" Myers (Norristown, Pennsilvània, 26 d'agost de 1896 - juny de 1974) va ser un remer estatunidenc que va competir a començaments del segle xx.
El 1920 va prendre part en els Jocs Olímpics d'Anvers, on guanyà la medalla de plata en la competició del quatre amb timoner del programa de rem, formant equip amb Carl Klose, Franz Federschmidt, Erich Federschmidt i Sherman Clark.
Als Jocs d'Amsterdam, el 1928, guanyà la medalla de plata en la competició del scull individual del programa de rem. El 1932, a Los Angeles, disputà els seus tercers i darrers Jocs Olímpics, on guanyà la medalla d'or en la competició de doble scull, formant parella amb William Gilmore.